# WHERE (음반)
《WHERE》는 대한민국의 음악 그룹 옥상달빛의 두 번째 정규음반이다.

## 음반
2집 음반의 표제인 《WHERE》는 살면서 누구나 한번쯤 고민하게 되는 우정, 청춘, 사랑, 사람에 대한 답을 어디에서 찾을지에 대한 물음의 의미이고, 수록곡은 그에 대한 답변이라고 한다. 부클릿에서 옥상달빛 두 멤버가 입고있는 옷은 ‘월리를 찾아라’의 복장이다. 수록곡 중에서는 〈새로와〉가 싱글로 선공개되었다.

## 수록곡
| #  | 제목              | 작사           | 작곡           | 재생 시간 |
| -- | ----------------- | -------------- | -------------- | --------- |
| 1. | 〈딩동〉          |                | 김윤주, 박세진 | 0:45      |
| 2. | 〈새로와〉        | 김윤주         | 김윤주         | 3:12      |
| 3. | 〈괜찮습니다〉    | 김윤주, 박세진 | 김윤주, 박세진 | 3:00      |
| 4. | 〈Tickle〉        | 박세진         | 박세진         | 3:26      |
| 5. | 〈Children Song〉 | 박세진         | 박세진         | 3:37      |
| 6. | 〈유서〉          | 김윤주         | 김윤주         | 3:57      |

| #   | 제목            | 작사           | 작곡   | 재생 시간 |
| --- | --------------- | -------------- | ------ | --------- |
| 7.  | 〈공중〉 (空中) | 김윤주, 박세진 | 박세진 | 1:40      |
| 8.  | 〈히어로〉      | 박세진         | 박세진 | 4:45      |
| 9.  | 〈Help〉        | 김윤주         | 김윤주 | 3:34      |
| 10. | 〈하얀〉        | 김윤주         | 김윤주 | 5:33      |
| 11. | 〈숲〉          | 김윤주, 박세진 | 박세진 | 2:27      |

## 참여
옥상달빛
- 김윤주: 보컬, 작사/작곡/편곡
- 박세진: 보컬, 작사/작곡/편곡

스탭, 참여 음악인
- 전체 편곡: SODA, 옥상달빛
- 녹음: Belfonics 스튜디오, 매직스트로베리 스튜디오, 망원동 작업실, 사운드 솔루션 스튜디오
- 믹싱: 허정욱, SODA(매직스트로베리 스튜디오)
- 마스터링: bk!(AB room)
- 음반 디자인: 강동훈
- 음반 사진: 박기훈
- 아트 디렉터: 여운혜
- 매니저: 홍달님
- 마케팅: 안성문
- 매니지먼트: 매직스트로베리사운드
- 조성준 - 드럼, 타악기(1, 2, 3, 5, 6, 9, 11)
- 이훈형 - 베이스기타(6)
- 송근호 - 베이스기타(2, 3, 6, 9)
- 박경건 - 트럼본(2, 5, 6, 10)
- 이영훈 - 일렉트릭 기타(9)
- 이상순 - 클래식 기타(4)
- 박지백, 손성제 - 플루트, 알토 플루트(4)
- 전호영 - 타악기(4)